# Membibre de la Hoz
Membibre de la Hoz è un comune spagnolo di 71 abitanti situato nella comunità autonoma di Castiglia e León.